# Agrana
Agrana és una companyia d'aliments fundada a Àustria que produeix sucre, midó, preparat de fruites, concentrat de suc i etanol com a combustible. Els amos i accionistes majoritaris són Raiffeisen, l'alemanya Südzucker i 25% són accions borsàries. Agrana proveeix principalment a indústries alimentàries de caràcter internacional, com Danone, Yoplait i Kraft, encara que també compta amb negocis per al consumidor final, com Wiener Zucker, molt coneguda a Europa central i de l'Est. Agrana compta amb al voltant de 50 instal·lacions al voltant del món, de les quals, les majors es troben a Hongria, Àustria, Polònia, Romania, Ucraïna, França, Estats Units, i Mèxic.

## Història

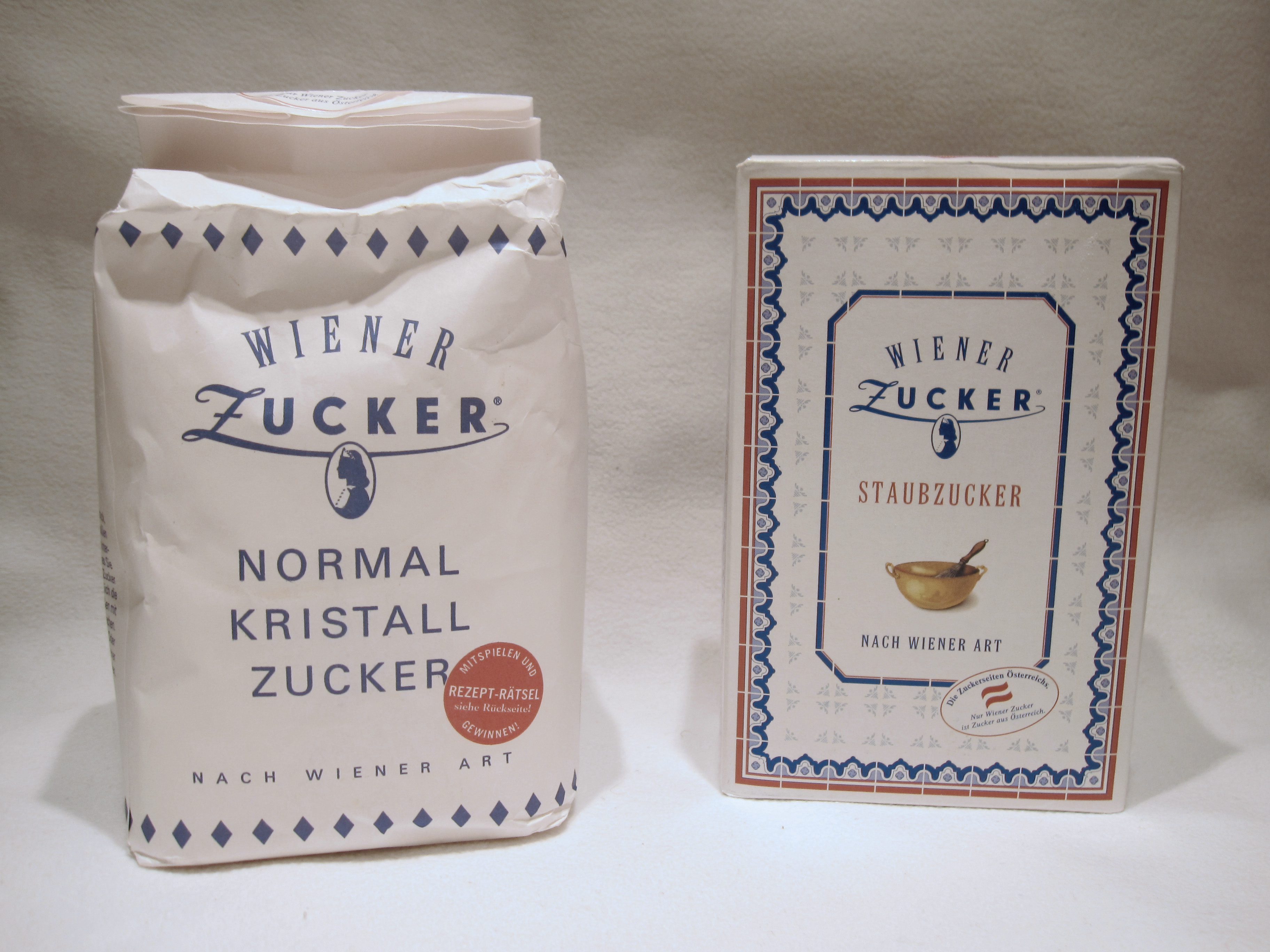
Wiener Zucker de Agrana

Agrana va ser fundada en 1988 com a societat central per al sucre d'Àustria i de la indústria del midó. Va començar operacions amb tres fàbriques de sucre (Tulln, Leopoldsdorf i Hohenau), una fàbrica de fècula de patata en Gmünd i una planta de midó de blat de moro en Aschach. En 1974 l'empresa va rebre el Premi Nacional i des de llavors pot fer servir el Fons Federal en el negoci. Després de la participació hongaresa en fàbriques de sucre i midó entre 1990 i 1991, s'obre l'oferta pública, iniciant les cotitzacions en la Borsa de Viena. A partir d'aquí, van seguir noves inversions a República Txeca, Hongria, Eslovàquia, Romania i Àustria.
Entre els anys 2003 a 2005, Agrana va comprar diverses empreses en les indústries de processament de fruites i sucs concentrats (Steirerobst, Vallosaft, Wink, Atys), creant una empresa nova: Agrana Fruit. Això es va deure a la disminució en el negoci del sucre (per les retallades de quota de la UE), i la diversificació. En 2010, Agrana expandeix la seva presència a Orient Mitjà i Àfrica amb una empresa conjunta (joint venture) en preparats de fruita a Egipte.

## Companyies del Grup

### Agrana Sugar
- 13 instal·lacions productives a Europa central;
- inclou companyies com: Moravskolezske Cukrovary (República Txeca), Magyar Cukor (Hongria), Slovenske Cukrovary (Eslovàquia) i Agrana Romania (Romania);
- Guanys: € 785 milions;
- Nombre d'empleats: 2,723;
- Produeix 4,700,000 tons de remolatxa i 180,000 tons de sucre.

### Agrana Starch
- 5 instal·lacions productives a Europa central;
- inclou companyies com: AGFD Tandarei (Romania), Hungrana (Hongria), Agrana Bioethanol (Àustria);
- Guanys: € 216 milions;
- Nombre d'empleats: 776;
- Produeix 190,000 tons de midó de papa i 820,000 tons de midó de blat de moro;

### Agrana Fruit
- 37 instal·lacions productives al món;
- inclou companyies com: Agrana Fruit, Agrana Juice;
- Guanys: € 915 milions;
- Nombre d'empleats: 4,724;
- Produeix 940,000 tons de preparat de fruites i concentrat de suc.

Les filials d'Agrana Fruit es troben distribuïdes en diverses parts del món, entre elles França, Àustria, Alemanya, Polònia, Hongria, Ucraïna, Argentina, Brasil, Mèxic, Estats Units, Sud-àfrica, Austràlia, Turquia, Corea del Sud, Fiji i Xina, entre d'altres.